# ゆめタウン新南陽
ゆめタウン新南陽（ゆめタウンしんなんよう）は、山口県周南市にあるショッピングセンター。イズミが運営する「ゆめタウン」店舗の一つ。

## 概要
1993年（平成5年）10月、新南陽市（現・周南市）富田東地区の中心部に開業した。無料の大型駐車場を備えた1万m2を超える大型商業施設としては、新南陽市はもとより、周南地域で初の事例となった。本施設と、翌月のザ・モール周南（下松市）の開業により、それまで徳山市（現・周南市）の徳山駅周辺が中心となっていた周南地域の商圏構造は、大きく変化することとなった。
2008年（平成20年）6月に、富田西地区にイオンタウン周南が開業するまでは、周南市内で最も売場面積の大きい商業施設であった。

## フロア構成
- 1階 売場
- 2階 売場
- 3階 売場
- 4階・5階・屋上 立体駐車場

## 主なテナント
- メガネの田中
- モスバーガー
- ハニーズ
- カーブス
- ザ・ダイソー
- 明林堂書店

## 交通アクセス

### 鉄道
- JR新南陽駅から徒歩5分（約500m）

### バス
- 防長交通「ゆめタウン新南陽店前」バス停下車